# Спадафора
Спадафо̀ра (на италиански: Spadafora, на сицилиански Spatafora, Спатафора) е морско курортно градче и община в Южна Италия, провинция Месина, автономен регион и остров Сицилия. Разположено е на брега на Тиренско море. Населението на общината е 5130 души (към 2012 г.).